# La Torre del Pla
La Torre del Pla és una masia de Lliçà d'Amunt inclosa en l'Inventari del Patrimoni Arquitectònic de Catalunya.

## Descripció
La Torre del Pla no és una masia clàssica, sinó que per la seva estructura i creixement té unes característiques diferencials.
L'origen de la Torre del Pla es troba en el mas-torre de defensa, situat al costat sud-oest de l'actual masia, i del qual encara se'n poden veure les restes a la façana principal de l'edifici en treure l'arrebossat de la façana, algunes de les pedres cantoneres que formaven part d'un dels angles de la torre van quedar al descobert.
A finals del segle xvi, en ampliar la masia amb dos cossos més, es va conformar la masia actual i es va perdre la fisonomia d'aquesta torre.
L'edifici és de planta quadrada i coberta a quatre vessants. Consta de planta baixa, pis i golfes. La porta principal és de llinda plana, sobre mènsules molt senzilles i al centre hi ha un petit arquet conopial incís. A la façana principal es conserva un rellotge de sol amb un coronament mixtilini.
A l'interior cal destacar una bonica arcada de mig punt feta de carreus de pedra, situada darrere de l'escala que puja al primer pis.
A finals del segle xix o principis del segle xx, es va sobre-elevar la coberta i se li va afegir un coronament amb entaulament sobre mènsules de totxo, forats de ventilació en forma de motius florals i una cornisa de balustrada amb torretes als quatre angles.
Al centre de la coberta, s'hi va construir una torre mirador de planta quadrada, molt de moda en les edificacions modernistes d'aquesta època.

## Història
L'edificació és una construcció possiblement del s. XVIII o XIX, amb elements de defensa.
Segons alguna hipòtesi, la Torre del Pla hauria estat el centre d'una gran propietat durant el període romà, posseïda per un patrici de nom Licius, a partir del qual s'hauria format el terme que designa el poble (Licius, Liciano, Lliçà). Així en el vol. II dels Castells Catalans apareix la següent cita: «La torre de Licio o de Liciano (hoy desfigurada) es una reliquia de aquella antigua y vasta hacienda. Llamada también Torre del Pla», tot i que no s'ha trobat altra referència que confirmi aquesta dada.
A l'època medieval i moderna, el monestir de Sant Miquel del Fai gaudia del domini eminent del mas. A finals del segle xviii, els tributs que la població de la parròquia havia de pagar a l'esmentat cenobi es duien a la Torre. Ja aleshores era una masoveria, condició que ha mantingut durant una bona part del segle xx.

## Situació
Masia situada al pla de Lliçà d'Amunt.